# Iain Ferris
Iain M. Ferris FSA ist ein britischer Archäologe und Autor, der insbesondere die römische Antike erforscht.
Ferris wurde 2001 promoviert und lehrte an der University of Birmingham und der University of Manchester. Zudem leitete er eine Reihe von Ausgrabungen im Norden und der Mitte Englands. Seit 2012 ist er gewähltes Mitglied (Fellow) der Society of Antiquaries of London.
In seinen Publikationen befasst sich Iain Ferris mit der materiellen Kultur und der Kunst des antiken Rom und speziell des römischen Britannien.

## Schriften
- mit L. Bevan und R. Cuttler: The excavation of a Romano-British shrine at Orton’s Pasture, Rocester, Staffordshire (= British archaeological reports. British series. Band 314). Archaeopress, Oxford 2000, ISBN 1-84171-205-1.
- Enemies of Rome. Barbarians through Roman eyes. Sutton, Stroud 2000, ISBN 0-7509-1908-6 (Taschenbuchausgabe 2003).
- Haughmond Abbey, Lilleshall Abbey, Moreton Corbet Castle. English Heritage, London 2000, ISBN 1-85074-750-4.
- Hate and war. The column of Marcus Aurelius in Rome. History Press, Stroud 2009, ISBN 978-0-7524-4695-0.
- The beautiful rooms are empty. Excavations at Binchester Roman Fort, County Durham 1976–1981 and 1986–1991. 2 Bände, Durham County Council, Durham 2010, ISBN 978-1-907445-01-9.
- Vinovia. The buried Roman city of Binchester in Northern England. Amberley, Stroud 2011, ISBN 978-1-4456-0128-1.
- Roman Britain through its objects. Amberley, Stroud 2012, ISBN 978-1-4456-0130-4.
- The Arch of Constantine. Inspired by the divine. Amberley, Stroud 2013, ISBN 978-1-4456-0129-8.
- An illustrated introduction to ancient Rome. Amberley, Stroud 2015, ISBN 978-1-4456-4565-0.
- The mirror of Venus. Women in Roman art. Amberley, Stroud 2015, ISBN 978-1-4456-3384-8.
- Cave canem. Animals and roman society. Amberley, Stroud 2018, ISBN 978-1-4456-5293-1.
- The dignity of labour. Image, work and identity in the Roman world. Amberley, Stroud 2020, ISBN 978-1-4456-8421-5.
- Visions of the Roman north. Art and identity in northern Roman Britain (= Archaeopress Roman archaeology. Band 80). Archaeopress, Oxford 2021, ISBN 978-1-78969-905-0.
- A map of the body, a map of the mind. Visualising geographical information in the Roman world (= Archaeopress Roman archaeology. Band 115). Archaeopress, Oxford 2024, ISBN 978-1-80327-781-3.